# Curativo

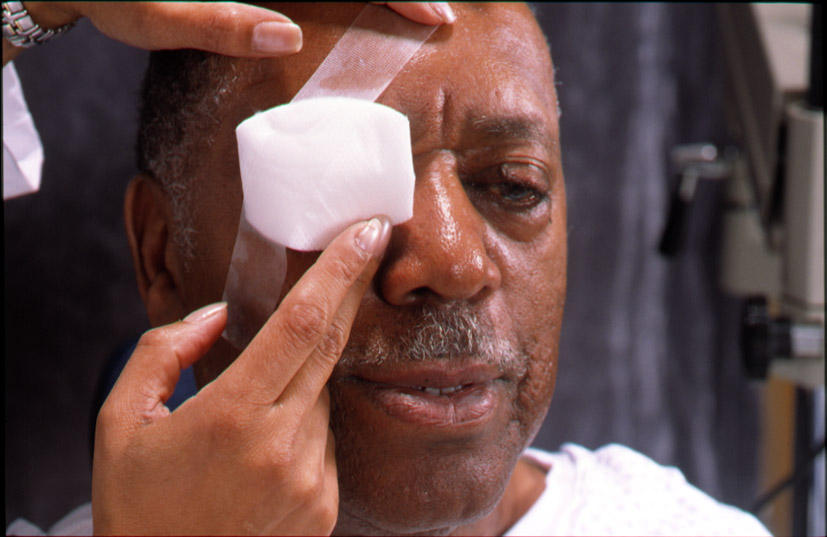
Um penso aplicado sobre um olho

Curativo, apósito ou penso é um material aplicado diretamente sobre feridas com o objetivo de as tratar e proteger. A sua constituição é variada, e abrange desde pensos-rápidos (band-aids) a compressas de gaze fixas com fita adesiva.

## Finalidade
Os objetivos de um curativo podem ser variados, e dependem do tipo, severidade e localização da ferida onde são aplicados, embora todos os curativos tenham por fim promover a recuperação e evitar mais danos à ferida. As principais funções dos curativos são:
Estancar a hemorragia
Os curativos ajudam a fechar a ferida, acelerando o processo de cicatrização.
Absorver exsudato
Afastam sangue, plasma e outros fluídos da ferida.
Aliviar a dor
Alguns curativos podem ser analgésicos, enquanto outros têm um efeito placebo.
Proteção contra infecções e dano mecânico
Evitam que micro-organismos oportunistas entrem através da ferida, e alguns curativos contêm substâncias antisépticas. Também protegem contra dano adicional provocado por contacto da ferida com outras superfícies.